# 河本隆明
河本 隆明（かわもと たかあき、1950年4月6日 - ）は、日本の経営者。淀川製鋼所社長、会長を務めた。広島県出身。

## 経歴・人物
1973年に大阪大学工学部を卒業し、同年に淀川製鋼所に入社した。2007年に常務に就任し、2012年4月には社長に就任。2018年6月に会長に就任。